# NGC 528
NGC 528 este o galaxie lenticulară situată în constelația Andromeda. A fost descoperită în 22 august 1865 de către Heinrich Louis d'Arrest.